# Mekliganj
Mekliganj é uma cidade e um município no distrito de Koch Bihar, no estado indiano de Bengala Ocidental.

## Demografia
Segundo o censo de 2001, Mekliganj tinha uma população de 10 833 habitantes. Os indivíduos do sexo masculino constituem 52% da população e os do sexo feminino 48%. Mekliganj tem uma taxa de literacia de 61%, superior à média nacional de 59,5%: a literacia no sexo masculino é de 68% e no sexo feminino é de 53%. Em Mekliganj, 14% da população está abaixo dos 6 anos de idade.